# Chester Burleigh Watts
Chester Burleigh Watts, ameriški astronom, * 27. oktober 1889, Winchester, Indiana, ZDA, † 17. julij 1971.
Po njem se imenuje asteroid notranjega dela asteroidnega pasu 1798 Watts in udarni krater Watts na Luni.
1. 1 2  SNAC — 2010.
2. 1 2  Find a Grave — 1996.